# Watchman Nee

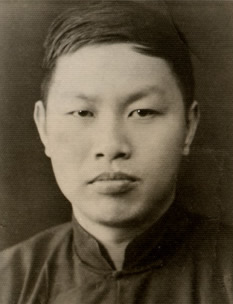
Watchman Nee, 1950er Jahre.

Watchman Nee (chinesisch 倪柝声, Pinyin Ní Tuòshēng, W.-G. Ni To-scheng, eigentlich Ni Schu-tsu; * 4. November 1903 in Shantou, China; † 30. Mai oder 1. Juni 1972 in Anhui, China) war ein chinesischer Prediger. Mit den 1922 begonnenen Local churches trug er viel zur bedeutenden Tradition der chinesischen Hauskirchenbewegung bei. Er verfasste eine Vielzahl von Schriften. Watchman Nee verbrachte die letzten 20 Jahre seines Lebens wegen seines christlichen Glaubens in einem Arbeitslager. Ein Mitarbeiter Nees, Witness Lee, verbreitete seine Lehre von der „Wiedererlangung des Herrn“ in und außerhalb Chinas.

## Leben
Watchman Nees Großvater Nga U-cheng aus Fuzhou (1840–1890, der Nachname Ni heißt im Dialekt von Fuzhou Nga) war presbyterianischer Pfarrer bei einer amerikanischen Missionsgesellschaft. Sein Vater Ni Weng-hsiu oder Nga Ung-siu (1877–1941) war Offizier im kaiserlichen Zolldienst, seine Mutter hieß Lin Huo-ping (Peace Lin, 1880–1950).
Als Watchman Nee sechs Jahre alt war, zog seine Familie in ihren ursprünglichen Heimatort Fuzhou zurück. 1920 – Nee war inzwischen Student – wurde dort eine Evangelisationsversammlung mit der Evangelistin Dora Jü abgehalten, bei der sich Watchman Nee zum christlichen Glauben bekehrte. Fortan widmete er sich ebenfalls der Verbreitung des Evangeliums. Seinen Vornamen änderte er in To-scheng (Wächter, engl. Watchman).
Watchman Nees Verkündigung war stark von Jessie Penn-Lewis, Robert Govett, G.H. Pember, John Nelson Darby, Margaret E. Barber, Charles R. Barlow, W.J. House, T. Austin Sparks und anderen beeinflusst. Vor allem Margaret E. Barber prägte ihn durch die Schriften von Madam Jeanne Guyon,  John Nelson Darby, Jessie Penn-Lewis, aber auch durch ihr praktisches Beispiel der Hingabe usw. Er war auch bei der Keswick-Bewegung bekannt. Aufgrund seiner positiven Einstellung zur Brüderbewegung wird er zum Teil als Angehöriger der Brüdergemeinden angesehen. Er stand allerdings den Charismen wesentlich aufgeschlossener gegenüber als die „Brüder“. Er stand hier zeitweise unter dem Einfluss der China-Inland Missionarin Elisabeth Fischbacher, die selber in Zungen redete.
Nee wurde in christlichen Kreisen wegen seiner besonderen Art der Bibelauslegung bekannt. Viele seiner Bücher (in der Regel Mitschriften seiner Predigten) wurden ins Englische übersetzt und die wichtigsten auch ins Deutsche. Er selbst schrieb nur das Buch Der geistliche Christ (Shanghai 1927–1928) sowie Artikel für seine Zeitschrift The Christian.
In den Jahren 1940 bis 1960 wurde die christliche Kirche in China zunehmend verfolgt. Viele chinesische Christen sahen sich gezwungen, die offiziellen Kirchen zu verlassen und sich kleineren, nichtoffiziellen Hausgemeinden anzuschließen. Watchman Nee gründete zwischen 1923 und 1949 mehr als 700 solcher Gemeinden mit mehr als 70.000 Mitgliedern. Er war der Ansicht, dass die verschiedenen Lehrmeinungen, durch die verschiedene Denominationen entstanden, gegen Gottes Willen seien. Alle Christen in einem Dorf oder einer Stadt bildeten zusammen die eine Gemeinde der Stadt. Leitgedanke war für ihn die Einheit der frühen Christenheit nach biblischem Muster. Die Gemeindebewegung wurde als die Kleine Herde bekannt.
1952 wurde Watchman Nee verhaftet und wegen „imperialistischer Umtriebe, Spionage, konterrevolutionärer Tätigkeit gegen die Regierung, finanzieller Unregelmäßigkeiten und ausschweifenden Lebens“ zu 15 Jahren Gefängnis verurteilt. 1967 hätte er freigelassen werden sollen, doch er wurde bis zu seinem Tod 1972 gefangen gehalten. Seine Frau Charity war im Jahr vorher verstorben und es wurde ihm nicht erlaubt, an ihrer Beerdigung teilzunehmen. Nee wurde am 1. Juni 1972 kremiert, bevor seine Familie seinen Leichnam im Gefängnis abholen konnte.

## Hauptwerke

### The Spiritual Man (Der geistliche Christ)
Das Buch Der geistliche Christ behandelt das biblische Menschenbild von Geist, Seele und Leib. Watchman Nee stellt dar, was geistliches Leben seiner Ansicht nach bedeutet und was es heißt, Gottes Stimme als Leitfaden im Leben verstehen zu lernen. Er sagt von sich selbst, dass er stark von den Büchern von Andrew Murray und Jessie Penn-Lewis (Heiligungs- und Keswick-Bewegung) beeinflusst wurde. Letztere zitiert er regelmäßig aus ihrem Buch War on the Saints. Teilweise ist Watchman Nees Botschaft mit der von Jessie Penn-Lewis identisch, aber es gelingt ihm, sie in einen breiteren Zusammenhang zu stellen und so zugänglicher zu machen.
In Der geistliche Christ bietet Watchman Nee ein Denkmodell an, mit dessen Hilfe Christen übernatürliche Erscheinungen besser einordnen und prüfen können. Er betrachtet diese Erscheinungen sowohl innerhalb christlicher Kreise als auch in anderen Religionen und Weltanschauungen. Hierzu schrieb er 1932 zur Vervollständigung des letzten Teils von The Spiritual Man noch eine Artikelreihe im Revival Magazin, unter The Latent Power of the Soul (Die verborgene Kraft der Seele) 1933 auch in Buchform veröffentlicht.
Der geistliche Christ sollte ursprünglich nicht in andere Sprachen übersetzt werden. Watchman Nee fürchtete, dass die Leser auf falsche Weise mit dem Buch umgehen würden, besonders wenn es von „fleischlichen“ Christen als Lehre (Dogma) gebraucht würde. Es dauerte dann auch bis 1968, bis eine englische Übersetzung erschien. Ende der 1970er Jahre wurde der Inhalt des Buches zum Lehrprogramm vieler Bibelschulen.

### The Normal Christian Life (Das normale Christenleben)
Das bekannteste Buch von Watchman Nee ist The Normal Christian Life (Das normale Christenleben), das 1957 von Angus I. Kinnear zum ersten Mal veröffentlicht wurde. Das Buch basiert auf Reden Watchman Nees, die er während einer kurzen Europareise 1938/1939 hielt. Nach Aussage von Kinnear zeigt das Buch, wie Watchman Nee das christliche Leben nach einem Zeitraum von 20 Jahren im Dienst für Jesus Christus sah, ohne dass ihm dabei Einschränkungen auferlegt worden waren. Der geistliche Christ stand am Anfang dieser Periode, Das normale Christenleben am Ende. Beide Bücher verdeutlichen zusammen, mit welchen Glaubensüberzeugungen Watchman Nee die folgende Periode seines Lebens durchstand.

## Bedeutung
Der theologische Einfluss von Watchman Nee reicht weit über seine eigenen Kreise hinaus. Nicht nur in China, sondern auch in vielen anderen Ländern und Denominationen wurden und werden seine Gedanken wahrgenommen. In theologischer Hinsicht ist Watchman Nee sowohl bei den Brüdergemeinden (wo er regelmäßig sprach) als auch bei charismatischen Gemeinden anzusiedeln, in geringerem Ausmaß auch bei Pfingstgemeinden. Obwohl er an die Zungenrede glaubte, legte er wenig Betonung darauf. In seinem Buch Gods Work nennt er die Zungenrede eine Gabe für „geistliche Babys“ und meint damit Christen, die bisher noch wenig tiefgehende Glaubenserfahrungen durchlebt haben. Die Biographie von Kinnear berichtet, dass er sich später wieder distanzierte. Vielfältig nachgewirkt und für Diskussionen gesorgt hat – über seinen Schüler Witness Lee – Nees Vorstellung von der Ortsgemeinde, nach welcher es pro Ort nur eine einzige Gemeinde geben dürfe.

## Schriften (Auswahl)
- Das normale Christenleben. R. Brockhaus Verlag, Wuppertal 1952; Neuausgabe Verlag Der Strom, Stuttgart 1995, ISBN 3-88083-996-4 (Originaltitel: The Normal Christian Life)
- Der persönliche Auftrag des Christen. R. Brockhaus Verlag, Wuppertal 1967
- Der Spiegel Gottes. R. Brockhaus Verlag, Wuppertal 1969, ISBN 3-417-20281-7
- Freiheit für den Geist. Evangelischer Schriften-Verlag Schwengeler, Winterthur 1969
- In der Welt – nicht von der Welt. R. Brockhaus Verlag, Wuppertal 1972, ISBN 3-417-00381-4
- Das Bekenntnis. Schwengeler Verlag, Berneck 1973
- Das Zusammenkommen. Schwengeler Verlag, Berneck 1973, ISBN 3-85666-112-3
- Gemeinschaft der Liebe. Schwengeler Verlag, Berneck 1975, ISBN 3-85666-115-8
- Der geistliche Christ. 3 Bände. Hänssler Verlag, Neuhausen 1975/76 (Originaltitel: The Spiritual Man; PDF-Datei, 2,81 MB); Edel Verlag, Lüdenscheid 2013 (Gesamtausgabe), ISBN 978-3-87598-523-8.
- Gottes Wort – ein zweischneidig Schwert. Verlag Hermann Schulte, Wetzlar 1978, ISBN 3-87739-305-5
- Befreiung. Verlag Der Strom, Stuttgart 1979, ISBN 3-88083-001-0
- Das normale Gemeindeleben. Verlag Der Strom, Stuttgart 1979, ISBN 3-88083-125-4
- Vorträge über das Gemeindeleben. Verlag Der Strom, Stuttgart 1980, ISBN 978-3-88083-017-2
- Der normale Mitarbeiter. Verlag Der Strom, Stuttgart 1983, ISBN 3-88083-064-9
- In Hingabe leben. Schwengeler Verlag, Berneck 1984, ISBN 3-85666-110-7
- Zur Ehre Gottes leben. CLV, Bielefeld 1985, ISBN 3-87857-200-X
- Sitze, wandle, stehe. Verlag Der Strom, Stuttgart 1992, ISBN 3-88083-842-9
- Das Werk Gottes. Verlag Der Strom, Stuttgart 1993, ISBN 3-88083-979-4
- Glaube, der siegt. Schwengeler Verlag, Berneck 1993, ISBN 3-85666-370-3
- Die Gemeinden – Fall und Rückgewinnung. Die sieben Sendschreiben in Offenbarung 2 und 3. Verlag Der Strom, Stuttgart 1995, ISBN 3-88083-997-2
- Wachet und betet. Verlag Der Strom, Stuttgart 2001, ISBN 3-88083-815-1
- Die verborgene Kraft der Seele. Edel, Lüdenscheid 2002, ISBN 3-87598-155-3 (Vervollständigung des dritten Teils von Der geistliche Christ; Originaltitel: The Latent Power of the Soul; PDF-Datei, 358 kB)
- Die Errettung der Seele. Verlag Der Strom, Stuttgart 2003, ISBN 3-88083-827-5